# Ucho

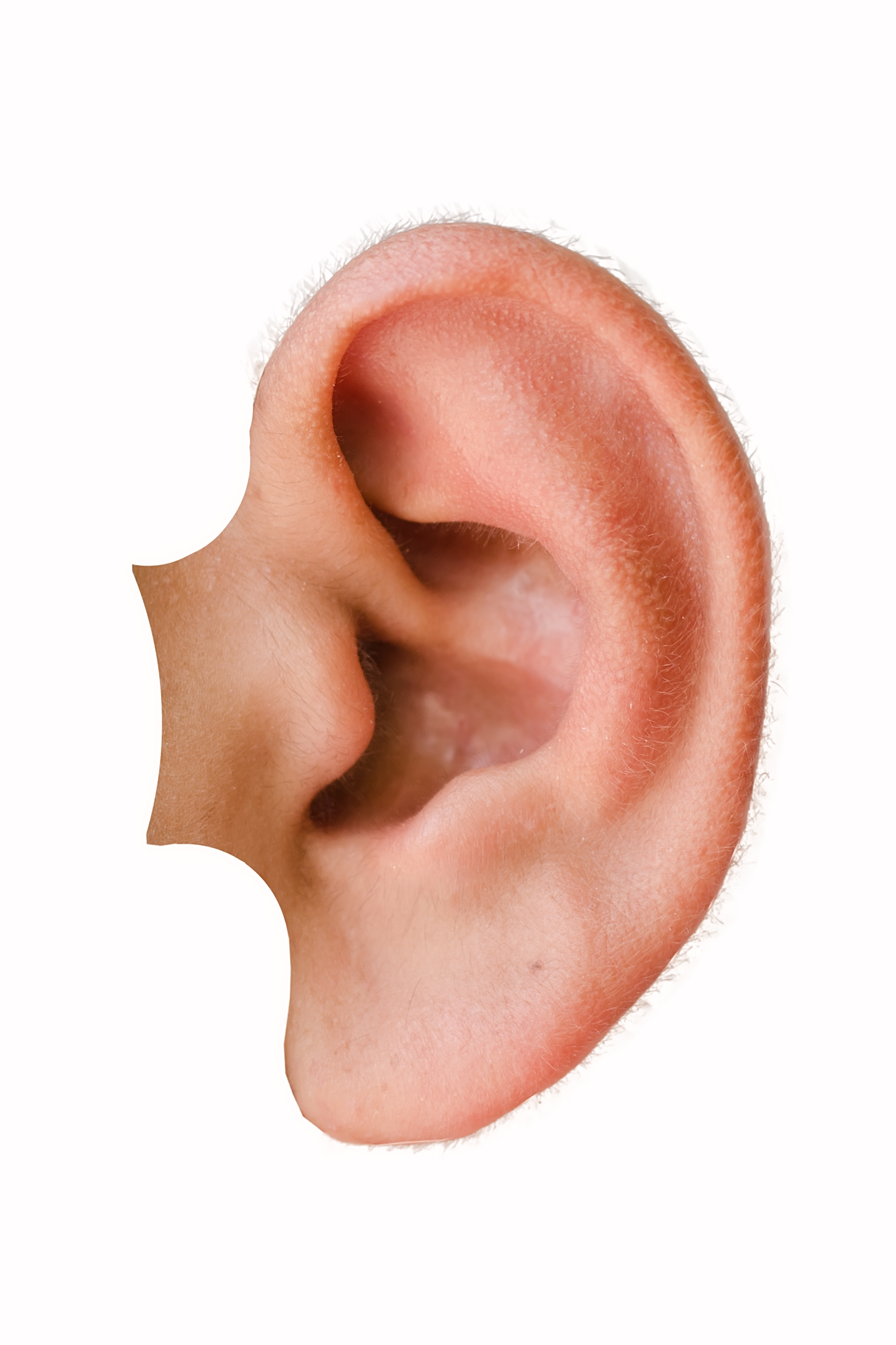
Levý ušní boltec člověka

Ucho (latinsky auris) je sluchový párový orgán obratlovců. Jeho základními částmi jsou vnější, střední a vnitřní ucho.

## Funkce
Ucho mladého člověka dokáže vnímat zvuk v rozsahu frekvencí 16 – 20 000 hertzů, staří lidé obvykle slyší jen v rozmezí frekvencí 50 – 8 000 Hz. Nejcitlivější je na frekvenci mezi 2–4 kHz. Frekvence lidského hlasu běžného hovoru se u mužů pohybuje v rozmezí od 80 do 120 Hz, u žen pak v rozpětí 170 až 260 Hz. Delfíni, netopýři a mnoho dalších živočichů se pomocí zvuku orientuje – tzv. echolokace.

## Anatomie lidského ucha

### Vnější ucho

Anatomie ucha

Vnější ucho (auris externa) se skládá z boltce, zvukovodu a bubínku.
- Boltec je tvořen chrupavkou (pouze lalůček chrupavčitou kostru nemá) a směřuje akustické vlny do zvukovodu. Velikost a tvar boltce ale nemá vliv na sluch.
- Vnější zvukovod (také se mu říká sluchový kanálek) je trubice, která má část chrupavčitou a kostěnou. Na konci zvukovodu se nachází bubínek, hranice mezi vnějším a středním uchem. Zvuková vlna, která projde zvukovodem, naráží do bubínku a putuje dál do nitra ucha. Délka zvukovodu dospělého člověka je asi 3 cm.
- Bubínek je vazivová blanka na konci zvukovodu, cca 0,1 mm silná. Zvuková vlna jej rozechvěje, bubínek ji zesílí a předá do středního ucha. Zdravý bubínek je lesklý a má šedavou barvu.

Výstelka zvukovodu obsahuje mazové žlázy, které produkují ušní maz. Zvukovod má samočisticí schopnost – nečistoty jsou z něj vypuzovány směrem ven.

### Střední ucho
Střední ucho (auris media) je systém vzduchem vyplněných dutin, vystlaných sliznicí. Začíná bubínkem, na nějž jsou napojeny tři sluchové kůstky. Patří mezi ně kladívko (malleus), kovadlinka (incus) a třmínek (stapes). Řetěz kůstek přenáší zvuk od bubínku do vnitřního ucha –⁠ ploténka třmínku se dotýká oválného okénka v labyrintu. Střední ucho je odděleno od vnitřního ucha membránami, která uzavírají oválné předsíňové okénko (vestibulární) a kruhového hlemýžďové (kochleární) okénko. Zesílení zvuku se uskutečňuje pákovou funkcí sluchových kůstek, které přenášejí zvukové vlny z většího povrchu bubínku na menší plochu povrchu membrány předsíňového okénka. Nadměrné silné zvuky se tlumí pomocí dvou malých kosterních svalů ve středním uchu (napínač bubínku a třmínkový sval). Svalová vřeténka uvnitř těchto svalů reagují na protažení svalu tím, že spouští tzv. akustický reflex, který způsobuje smrštění těchto svalů. Stupeň protažení je dán intenzitou zvuku (hlasitostí). Hlasité zvuky se tlumí proto, že natažení svalů a jejich následná reflexní kontrakce zabraňuje nadměrnému pohybu sluchových kůstek.
Ze středního ucha do nosohltanu vyúsťuje Eustachova trubice (tuba Eustachi, tuba auditiva, sluchová středoušní trubice), která vyrovnává tlak ve středním uchu s tlakem v okolním prostředí. Pomáhá také čistit středoušní dutinu.

### Vnitřní ucho
Vnitřní ucho (auris interna) leží v kostěném labyrintu spánkové kosti (os temporale). Kostěný labyrint částečně kopíruje blanitý labyrint vyplněný endolymfou. Části kostěného labyrintu, které kopíruje blanitý labyrint, jsou: 3 polokruhovité kanálky, vejčitý váček, kulovitý váček a hlemýžď.
- Hlemýžď je stočená trubička naplněná tekutinou (endolymfou). Vibrace oválného okénka rozvlní endolymfu. Vlnění endolymfy rozechvěje krycí membránu Cortiho orgánu obsahujícího vláskové buňky (receptory sluchu). Každá buňka má vlásky zapuštěné do krycí membrány a zjišťuje její chvění, o kterém vysílá signály do mozku po sluchovém nervu. Signály jsou vnímány jako zvuk.
- Rovnovážný (vestibulární, statokinetický) orgán slouží k detekci polohy a zrychlení. Skládá se z vejčitého a kulovitého váčku (utriculus a sacculus), které detekují polohu, a tří polokruhovitých kanálků detekujících zrychlení. Ve váčcích jsou dvě na sebe kolmé vrstvy vláskových buněk s vlásky zapuštěnými do rosolu obsahujícímu krystalky uhličitanu vápenatého. K vnímání zrychlení slouží vláskové buňky na začátku a na konci polokruhovitých kanálků, které vnímají změny v proudění endolymfy v kanálcích. Předrážděním tohoto orgánu vzniká mořská nemoc.

## Choroby
K častým chorobám uší patří:
- Otitis media – zánět středního ucha, častý u dětí, bolestivý. Tvorba tekutiny ve středoušní dutině, může způsobovat hluchotu.
- Tinnitus – neustálé zvonění nebo pískání v uchu.
- Vertigo – porucha polokruhovitých kanálků vnitřního ucha způsobující pocit, že se okolí točí (závrať).